# Ivanauskiella turkmenica
Ivanauskiella turkmenica is een vlinder uit de familie van de tastermotten (Gelechiidae). De wetenschappelijke naam van de soort is voor het eerst geldig gepubliceerd in 1980 door Ivinskis & Piskunov.